# آشلاند (كاليفورنيا)
آشلاند (بالإنجليزية: Ashland CDP, California)‏ هي منطقة سكنية تقع بولاية كاليفورنيا في الولايات المتحدة. تبلغ مساحتها 4.77 كم2، وترتفع عن سطح البحر 13.1064 م، بلغ عدد سكانها 21,925 نسمة في عام 2010 حسب إحصاء مكتب تعداد الولايات المتحدة وتصل الكثافة السكانية فيها 4,596.4 نسمة لكل كيلومتر مربع (11,904.6/ميل2).

## التركيبة السكانية
حدّد مكتب تعداد الولايات المتحدة بيانات التركيبة السكانية لآشلاند في تعداد الولايات المتحدة. في ما يلي، التركيبة السكانية حسب تعدادي 2000 و2010.

### تعداد عام 2000
بلغ عدد سكان آشلاند 20,793 نسمة بحسب تعداد عام 2000، وبلغ عدد الأسر 7,223 أسرة وعدد العائلات 4,870 عائلة مقيمة في المنطقة السكنية. في حين سجلت الكثافة السكانية 4,359.1 نسمة لكل كيلومتر مربع (11,290.0/ميل2). وبلغ عدد الوحدات السكنية 7,372 وحدة بمتوسط كثافة قدره 1,545.5 لكل كيلومتر مربع (4,002.8/ميل2).
وتوزع التركيب العرقي للمنطقة السكنية بنسبة 39.03% من البيض و20.13% من الأمريكيين الأفارقة و1.29% من الأمريكيين الأصليين و14.87% من الأمريكيين ذوي الأصول الآسيوية و1.14% من سكان جزر المحيط الهادئ و16.09% من الأعراق الأخرى و7.45% من عرقين مختلطين أو أكثر و32.48% من الهسبانيون أو اللاتينيون من أي عرق.
بلغ عدد الأسر 7,223 أسرة كانت نسبة 44.2% منها لديها أطفال تحت سن الثامنة عشر تعيش معهم، وبلغت نسبة الأزواج القاطنين مع بعضهم البعض 39.7% من أصل المجموع الكلي للأسر، ونسبة 20.5% من الأسر كان لديها معيلات من الإناث دون وجود شريك،  بينما كانت نسبة 7.2% من الأسر لديها معيلون من الذكور دون وجود شريكة وكانت نسبة 32.6% من غير العائلات. تألفت نسبة 24.3% من أصل جميع الأسر من عدة أفراد يعيشون في نفس المنزل ونسبة 6.8% كانت تتألف من شخص يعيش بمفرده يبلغ من العمر 65 عاماً أو أكثر. وبلغ متوسط حجم الأسرة المعيشية 2.83، أما متوسط حجم العائلات فبلغ 3.39.
بلغ العمر الوسطي للسكان 30.9 عاماً. وكانت نسبة 28.3% من القاطنين تحت سن الثامنة عشر، وكانت نسبة 10% بين الثامنة عشر والرابعة والعشرين عاماً، ونسبة 34.9% كانت واقعةً في الفئة العمرية ما بين الخامسة والعشرين والرابعة والأربعين عاماً، ونسبة 17% كانت ما بين الخامسة والأربعين والرابعة والستين، ونسبة 8.2% كانت ضمن فئة الخامسة والستين عاماً فما فوق. يوجد لكل 100 أنثى 96.6 ذكر، ويوجد لكل 100 أنثى في الثامنة عشر من عمرها فما فوق 92.5 ذكر.
بلغ متوسط دخل الأسرة في المنطقة السكنية 40,811 دولارًا، أما متوسط دخل العائلة فبلغ 43,202 دولارًا. وكان متوسط دخل الذكور 33,943 دولارًا مقابل 31,092 دولارًا للإناث. وسجل دخل الفرد الخاص بالمنطقة السكنية 18,134 دولارًا. وكانت نسبة 11.9% من العائلات ونسبة 14.3% من السكان تحت خط الفقر، وكان من هؤلاء نسبة 20.2% تحت سن الثامنة عشر ونسبة 11.1% في الخامسة والستين من العمر وما فوق.

### تعداد عام 2010
بلغ عدد سكان آشلاند 21,925 نسمة بحسب تعداد عام 2010، وبلغ عدد الأسر 7,270 أسرة وعدد العائلات 5,010 عائلة مقيمة في المنطقة السكنية. في حين سجلت الكثافة السكانية 4,596.4 نسمة لكل كيلومتر مربع (11,904.6/ميل2). وبلغ عدد الوحدات السكنية 7,758 وحدة بمتوسط كثافة قدره 1,626.4 لكل كيلومتر مربع (4,212.4/ميل2).
وتوزع التركيب العرقي للمنطقة السكنية بنسبة 30.58% من البيض و19.47% من الأمريكيين الأفارقة و1.06% من الأمريكيين الأصليين و18.39% من الأمريكيين ذوي الأصول الآسيوية و1.19% من سكان جزر المحيط الهادئ و23.37% من الأعراق الأخرى و5.95% من عرقين مختلطين أو أكثر و42.85% من الهسبانيون أو اللاتينيون من أي عرق.
بلغ عدد الأسر 7,270 أسرة كانت نسبة 44.1% منها لديها أطفال تحت سن الثامنة عشر تعيش معهم، وبلغت نسبة الأزواج القاطنين مع بعضهم البعض 38.3% من أصل المجموع الكلي للأسر، ونسبة 21.9% من الأسر كان لديها معيلات من الإناث دون وجود شريك،  بينما كانت نسبة 8.7% من الأسر لديها معيلون من الذكور دون وجود شريكة وكانت نسبة 31.1% من غير العائلات. تألفت نسبة 23.6% من أصل جميع الأسر من عدة أفراد يعيشون في نفس المنزل ونسبة 5.7% كانت تتألف من شخص يعيش بمفرده يبلغ من العمر 65 عاماً أو أكثر. وبلغ متوسط حجم الأسرة المعيشية 2.99، أما متوسط حجم العائلات فبلغ 3.52.
بلغ العمر الوسطي للسكان 31.4 عاماً. وكانت نسبة 27.8% من القاطنين تحت سن الثامنة عشر، وكانت نسبة 10.6% بين الثامنة عشر والرابعة والعشرين عاماً، ونسبة 31.6% كانت واقعةً في الفئة العمرية ما بين الخامسة والعشرين والرابعة والأربعين عاماً، ونسبة 22.4% كانت ما بين الخامسة والأربعين والرابعة والستين، ونسبة 7.6% كانت ضمن فئة الخامسة والستين عاماً فما فوق. وتوزع التركيب الجنسي للسكان بنسبة 48.8% ذكور و51.2% إناث.